# Martin Fowler
Martin Fowler är en berömd författare och internationell talesman inom området mjukvaruarkitektur, där han har specialiserat sig på objektorienterad analys och design, UML, designmönster och agile software development-metoder såsom extrem programmering.
I början av 80-talet började Fowler arbeta med mjukvaror till datorer och har sedan dess skrivit fem populära böcker inom ämnet mjukvaruutveckling. Under mars månad 2000 blev han anställd som Chief scientist på ThoughtWorks, ett företag som arbetar med konsultverksamhet och systemintegrering.
Som medlem i Agile Alliance skrev han tillsammans med 15 medförfattare manifestet för "Agile Software Development" år 2001.
Martin Fowler är född i Walsall, England, och bodde i London under ett decennium innan han flyttade till USA 1994. Nu bor han i Melrose som är en förort till Boston.